# Метод перерізів
Ме́тод пере́різів (пере́тинів) (англ. method of sections) — метод визначення величин і напрямів внутрішніх силових факторів, що проводиться з умов рівноваги частини твердого тіла. Він дозволяє перевести внутрішні силові фактори в категорію зовнішніх і, підпорядкувавши умовам рівноваги, визначити їх величини та напрямки.
Метод перерізів включає такі дії:
- уявною площиною розрізають тверде тіло (наприклад, стрижень) в тому місці, де потрібно знайти внутрішні силові фактори;
- умовно відкидають одну частину тіла;
- дію відкинутої частини на залишену замінюють силами — внутрішніми силовими факторами;
- з умов рівноваги розглянутої частини тіла знаходять величини і напрямки внутрішніх силових факторів.

## Обґрунтування методу

Зовнішні сили прикладені до тіла

Внутрішні силові фактори

В перерізі існує безліч довільно спрямованих у просторі сил взаємодії між частками тіла. Безпосередньо урахувати всі ці сили при визначенні внутрішніх силових факторів, що діють в перерізі, не є реальним. Тому скористаємося теоремою про зведення просторової системи сил до довільного полюса. Оберемо за такий полюс центр ваги перерізу і замінимо всі сили, що діють в перерізі на ліву частину тіла головним вектором сил {\displaystyle {\vec {W_{A}}}}, прикладеним в центрі приведення A, і головним моментом {\displaystyle {\vec {M_{A}}}} системи сил відносно цього центру. Головний вектор і головний момент системи сил, що діють на праву частину тіла, за третім законом Ньютона позначимо відповідно {\displaystyle -{\vec {W_{A}}}} і {\displaystyle -{\vec {M_{A}}}}. Кожна з цих пар силових факторів щодо частини тіла, до якої вони прикладені, є силами зовнішніми і одночасно для всього тіла в цілому ці сили є силами внутрішніми.
Зведемо тепер до головного вектора і головного моменту зовнішні сили, що діють на кожну з частин тіла, і позначимо їх так: {\displaystyle {\vec {W}}} і {\displaystyle {\vec {M}}} — головний вектор і головний момент зовнішніх сил, що прикладені до лівої частини тіла; тоді, відповідно до третього закону Ньютона {\displaystyle -{\vec {W}}} і {\displaystyle -{\vec {M}}} — головний вектор і головний момент зовнішніх сил, що діють на праву частину тіла. Центром приведення вважатимемо центр ваги перерізу.
Під дією зовнішніх і внутрішніх силових факторів кожна з частин тіла буде перебувати у стані рівноваги. Умови рівноваги виглядатимуть для лівої частини тіла так: {\displaystyle {\vec {W_{A}}}+{\vec {W}}=0}, {\displaystyle {\vec {M_{A}}}+{\vec {M}}=0}. На основі цього можна записати, що {\displaystyle {\vec {W_{A}}}=-{\vec {W}}} і {\displaystyle {\vec {M_{A}}}=-{\vec {M}}}.

Вектор напружень на внутрішній поверхні S з вектором нормалі n. Залежно від орієнтації аналізованої площини вектор напружень у загальному випадку не є перпендикулярним до цієї площини, тобто паралельний до нормалі n, і може бути розділений на дві компоненти: одна компонента, нормальна до площини, називається нормальним напруженням, а інша компонента (напруження зсуву), паралельна до цієї площини

Отже, на основі методу перерізів можна сформулювати правило для визначення головного вектора і головного моменту всіх сил, що діють у перерізі: головний вектор і головний момент усіх внутрішніх сил, що діють у розглянутому перерізі на частину тіла, що залишилася, дорівнюють відповідно головному векторові і головному моментові всіх зовнішніх сил, що прикладені до відкинутої частини тіла.

## Механічні напруження
Мірою інтенсивності внутрішніх сил, що виникають в тілах є механічне напруження. Так як напрямок вектора напруження для заданого перетину може бути довільним, його зазвичай заміняють складовими: нормальною {\displaystyle \sigma _{n}} і дотичною {\displaystyle \tau _{n}}. Якщо вісь z декартової системи координат сумістити з нормаллю до площини перерізу, то нормальне напруження можна позначити індексом z ({\displaystyle \sigma _{z}}). Складову повного напруження, що лежить в площині перерізу зазвичай позначають {\displaystyle \tau _{z}} з тим же індексом і називають дотичним напруженням. Дотичне напруження {\displaystyle \tau _{z}} також може бути розкладене на складові {\displaystyle \tau _{zx}} і {\displaystyle \tau _{xz}}, паралельні до двох інших координатних осей. Другий індекс означає паралельну вісь.
Розкладання повного зусилля (напруження) на нормальну і дотичну складові широко використовується у розрахунках на міцність. Це пов'язано з тим, що одні процеси при деформації та руйнуванні визначаються дотичними напруженнями (пластична деформація, зсув та руйнування шляхом зрізу), а інші — нормальними (видовження, руйнування відривом). Нормальні напруження бувають розтягувальні (додатні) і стискні (від'ємні).